# Pavona decussata
Espèce
Synonymes
- Pavona crassa Dana, 1846[2]
- Pavona lata Dana, 1846[2]
- Pavona seriata Brüggemann, 1879[2]
- Pavonia decussata Dana, 1846[2]
- Pavonia seriata Brüggemann, 1879[2]

Statut de conservation UICN

 VU A4c : Vulnérable
Pavona decussata est une espèce de coraux de la famille des Agariciidae.